# 伊藤建夫
伊藤 建夫（いとう たてお、1944年頃 - ）は、日本の分子生物学者。信州大学大学院総合医理工学研究科特任教授。信州大学名誉教授。研究分野は分子生物学、分子系統学、生物地理学、保全生物学。

## 来歴・人物
初代伊藤忠兵衛の玄孫。伊藤順吉、保子の長男として生まれる。母は後藤文夫の次女。弟は伊藤正。
甲南小学校（40回生）を経て、1967年3月、大阪大学理学部卒業。1969年、大阪大学理学研究科修了。1972年3月、大阪大学理学研究科博士後期課程修了（理学博士）。1972年4月、日本学術振興会奨励研究員。1972年10月、慶応義塾大学医学部助手。1981年8月、大阪大学理学部助教授。1995年6月、信州大学理学部教授。2010年3月31日、65歳で定年退職。2010年4月、信州大学特任教授。
信州大学テニュアトラック制度普及・定着事業コーディネーターをしていて、ほぼ毎日大学へ出ている。
趣味は蝶の採集旅行。

## 著書
- 岩波生物学辞典 第5版（2013/2 岩波書店）共著
- 生物物理学ハンドブック（2007/4 朝倉書店）共著
- 生化学辞典 第4版（2007/12/10 東京化学同人）共著
- 21世紀への遺伝学Ⅱ 分子遺伝学（1997/0 裳華房）共著 3．遺伝子複製のメカニズム　［伊藤建夫］　3.1　DNA複製の基本的仕組み 3.2　DNA鎖伸長の仕組みとDNA複製関連タンパク 3.3　単一レプリコンの複製開始の仕組み 3.4　真核生物染色体DNA複製の開始 3.5　複製開始の調節　3.6　複製の終了 108-151頁
- 信州からの生態複雑系　21世紀への生物多様性の創出と保全（2000 財団法人長野県テクノハイランド開発機構）共著 信州とその周辺地域で絶滅が危惧されるチョウ?オオルリシジミは復活できるか? 34-36頁